# Sugenheim
Sugenheim è un comune tedesco di 2 385 abitanti, situato nel land della Baviera.